# (9377) Metz
(9377) Metz (1993 PJ7) – planetoida z pasa głównego asteroid okrążająca Słońce w ciągu 5,23 lat w średniej odległości 3,01 j.a. Odkryta przez Erica Elsta 15 sierpnia 1993 roku.